# Fearless Records
Fearless Records — американский звукозаписывающий лейбл, основанный в 1992 году в Вестминстере, штат Калифорния, и подписывающий исполнителей преимущественно поп-панка и альтернативного рока. Дистрибьютором релизов, выпущенных на лейбле Fearless Records, на национальном уровне является компания RED Distribution.
Fearless Records известен прежде всего благодаря выпуску ранних записей групп панк-рока и поп-панка в сборниках Punk Bites и Fearless Flush Sampler 1996 и 1997 года соответственно, а также ранних альбомов Bigwig, Dynamite Boy и более поздних — Sugarcult, Plain White T's, The Aquabats и At the Drive-In. В последнее время лейблом были также подписаны пост-хардкор и эмо-группы: A Static Lullaby, Rock Kills Kid, Mayday Parade, Alesana.

## Релизы
Первым полноформатным альбомом, выпущенным на лейбле, стал Blown In The U.S.A. группы White Kaps.
Лейбл известен своей серией музыкальных сборников под названием Punk Goes..., содержащих кавер-версии песен различных исполнителей, работающих в других музыкальных жанрах. Первым сборником, выпущенным в 2000 году, был Punk Goes Metal, а последним —  Punk Goes Christmas (Deluxe Edition), вышедший в ноябре 2015 года .
8 ноября 2010 года Fearless Records также объявили о релизе сборника 'Tis the Season to Be Fearless с песнями на рождественскую тему. Альбом вышел 22 ноября и включал в себя оригинальные песни восьми подписанных на лейбл музыкальных коллективов.

## Текущие исполнители
| - The Word Alive - A Skylit Drive - As It Is - At The Drive-In - August Burns Red - Tonight Alive (Fearless/Sony Records) - Capstan - Chunk! No, Captain Chunk! - Eve 6 - Every Avenue - Follow My Lead - For All Those Sleeping - Forever The Sickest Kids - Get Scared - Go Radio - Ice Nine Kills - Mayday Parade (Fearless/Atlantic Records) - Movements - The Summer Set - My Enemies & I - Oceans Ate Alaska - Pierce The Veil - Plain White T'S - Portugal. The Man - Set It Off - The Pretty Reckless - Sugarcult - Underoath - The Aquabats - The Color Morale - The Downtown Fiction - The Maine - The White Noise - Upon This Dawning - Varials - Volumes - Wage War - Breathe Carolina - Sworn In - Starset - I_Don’t_Know_How_But_They_Found_Me |

## Бывшие исполнители
Активные

| - Alesana (Epitaph Records) - The Almighty Trigger Happy (Bad Taste Records) - Bazookas Go Bang! (не подписаны) - Bigwig (Kung Fu Records) - Dead Lazlo's Place (Burning Tree Records) - Funeral Party (Creative Artists Agency) - Gatsbys American Dream (не подписаны) - Glue Gun (не подписаны) - Gob (Nettwerk) | - The Killing Moon (не подписаны) - Motionless in White (Roadrunner Records) - Knockout (Kung Fu Records) - Logan Square - Lonely Kings (PunkRockStardom Records) - The Outline (не подписаны) - Plain White T's (Hollywood Records) - Portugal. The Man (Atlantic Records) - blessthefall (Rise Records) |

Распавшиеся

| - 30 Foot Fall - Anatomy of a Ghost - At the Drive-In - Beefcake - Bickley - Blount - Brazil - Chuck - Classic Case - Drunk In Public - Dynamite Boy - Family Values - Fed Up - The Fully Down - Glasseater | - Grabbers - Junction 18 - Keepsake - The Kinison - The Morning Light - Motherfist - Near Miss - Nipdrivers - Red Fish - Rock Kills Kid - RPM - So They Say - Straight Faced - White Kaps - Yesterdays Rising |

Временно неактивные
- Sugarcult